# Ron Davis
Ronald Davis (als Künstler: Ron Davis) (* 29. Juni 1937 in Santa Monica, Kalifornien, USA) ist ein US-amerikanischer Maler, Grafiker und Objektkünstler. Seine Arbeiten werden im Zusammenhang mit der Geometrischen Abstraktion, dem Abstrakten Illusionismus, der Lyrischen Abstraktion, der Hard-Edge-Malerei, der Shaped-Canvas-Malerei, der Farbfeldmalerei und 3D-Computergrafiken genannt. Er lebt in Arroyo Hondo, in der Nähe von Taos in New Mexico.

## Leben und Werk
Ronald Davis wuchs in Cheyenne in Wyoming auf. Von 1955 bis 1956 besuchte er die University of Wyoming in Laramie. 1959 im Alter von 22 Jahren begann sein Interesse an der Malerei. Von 1960 bis 1964 studierte er am San Francisco Art Institute. Damals war der Abstrakte Expressionismus die vorherrschende künstlerische Bewegung dieser Zeit, was einen erheblichen Einfluss auf seine künstlerische Entwicklung hatte. Im Jahre 1962 besuchte er die Summer School of Music and Art der Yale University in Norfolk.
Anfang der 1960er Jahre schuf er Gemälde im Stil des Hard-Edge, der geometrischen Abstraktion und auch der Op-Art. Mit diesen Arbeiten war er 1961, 1962 und 1963 auf den San Francisco Arts Festivals und 1963 und 1964 im Richmond Art Centre vertreten.
Seine erste Einzelausstellung hatte er in der Nicholas Wilder Gallery in Los Angeles. Im Jahr 1966 war Davis Dozent an der University of California in Irvine. In diesem Jahr hatte er eine Einzelausstellung in der Tibor de Nagy Gallery in New York City, 1968 folgte eine Solo-Ausstellung in der Leo-Castelli-Gallery in New York. Ebenfalls 1968 wurden vier farbige Fiberglasobjekte von ihm auf der 4. documenta in Kassel in der Abteilung Skulptur gezeigt.
Seine Werke sind (unter anderem) in den Sammlungen des Museum of Modern Art in New York City, in der Tate Gallery in London, im Los Angeles County Museum, im Whitney Museum of American Art und im Art Institute of Chicago enthalten. Er wurde mit einem National Endowment for Art ausgezeichnet. In den letzten Jahren wurde Davis zu einem Vorreiter in den neuen künstlerischen Ausdrucksweisen des Digitalen Malens und der Digitalen Kunst.
Davis lebte und arbeitete von 1965 bis 1971 in Los Angeles und 1972 bis 1990 in Malibu, Kalifornien. 1991 zog er nach Arroyo Hondo, in der Nähe von Taos in New Mexico.